# Nueve novísimos poetas españoles
Nueve novísimos poetas españoles es un libro del crítico José María Castellet (1926-2014) publicado en Barcelona en 1970, como una antología construida siguiendo un criterio personal para la promoción editorial de nueve poetas a quienes consideraba como los más renovadores de la década de 1960. Para Manuel Vázquez Montalbán (uno de los seleccionados), «la antología de Castellet fue la fotografía de una parte de la entonces joven poesía española: captaba un fragmento y un momento y tenía el valor de muestra de una evolución estética, perfectamente situable dentro de la lógica interna de nuestra literatura contemporánea».

## Losnovísimosy la época
Los poetas seleccionados se presentan en dos secciones: «Los seniors», llamados así por ser los más viejos y culturalistas, es decir: Manuel Vázquez Montalbán (1939-2003), Antonio Martínez Sarrión (1939-2021) y José María Álvarez (1942-2024). Y «La coqueluche», más cercanos a la cultura pop y la contracultura: Félix de Azúa (1944), Pere Gimferrer (1945), Vicente Molina Foix (1946), Guillermo Carnero (1947), Ana María Moix (1947-2014) y Leopoldo María Panero (1948-2014).
El planteamiento editorial produjo a su vez los llamados "décimos novísimos": Ignacio Prat (1945-1982), José-Miguel Ullán (1944-2009) y Francisco Ferrer Lerín (1942-), entre otros: Jesús Munárriz (1940-), Antonio Colinas (1946-), José Luis Giménez Frontín (1943-2008), Marcos Ricardo Barnatán (1946-) y Jenaro Talens (1946-), y los ya nacidos a comienzos de los cincuenta Luis Alberto de Cuenca (1950-), Luis Antonio de Villena (1951-) y Jaime Siles (1951-), incluidos unos y otros en la antología Joven poesía española (Madrid: Cátedra, 1979) de Concepción G. Moral y Rosa Pereda. Pero no fue pequeño el número de antologías de esa época: José Luis García Martín, en la suya, titulada Las voces y los ecos (1980), menciona como las más representativas, aparte de la de Castellet, otras cinco: la de Enrique Martín Pardo Nueva poesía española (1970); la de Antonio Prieto Espejo del amor y la muerte (1971); las de José Batlló (la primera, Antología de la nueva poesía española, 1968; la segunda, Poetas españoles contemporáneos, 1974) y la de Víctor Pozanco Nueve poetas del resurgimiento (1976).Y al margen, en la periferia, y motivada por la ausencia de poetas andaluces,"Degeneración del 70" (1978) que incluía nombres como Justo Navarro, Antonio Jiménez Millán, Francisco Gálvez, Álvaro Salvador y Juan de Loxa, entre otros.
Según uno de los nueve poetas seleccionados, Manuel Vázquez Montalbán, se trataba más de una selección que de una antología y convenía «deslindar las radicalmente diferentes poéticas que coexistían en aquel libro». Asimismo, el crítico literario Ángel Luis Prieto de Paula afirma que «ni siquiera en esta selección había una homogeneidad cerrada». Dentro del grupo coexistían dos tendencias principalmente, la culturalista y la vinculada a la estética pop o contracultura. Algunas de las características presentes en sus obras son:[cita requerida]
- Absoluta libertad formal
- Escritura automática
- Técnicas elípticas, de sincopación y de collage
- Preocupación por el lenguaje
- Metapoesía
- Culturalismo
- Introducción de elementos exóticos y de artificiosidad
- Ruptura con la poesía anterior
- Influencia del modernismo, vanguardismo y simbolismo
- Influencia de los medios de comunicación, del cine y de lo camp

Aunque su formación literaria era supuestamente cosmopolita, y partidaria de cierto rechazo a la tradición inmediata, los novísimos muestran influencias de los españoles Vicente Aleixandre, Luis Cernuda y Jaime Gil de Biedma, de los hispanoamericanos Octavio Paz, Oliverio Girondo o José Lezama Lima, y del magisterio de los culturalistas T. S. Eliot y Ezra Pound, de Constantino Cavafis, Saint-John Perse, Wallace Stevens y de los surrealistas franceses. También se reivindicó el modernismo de Rubén Darío.[cita requerida]
Para Gaspar Gómez de la Serna, en una crítica de ideología tradicionalista, publicada en el diario Arriba (órgano de Falange Española), comentaba que los novísimos eran «comunistas y trotskistas, agentes de la cocacolonización».
Según desvela un artículo recientemente publicado por Araceli Iravedra, la antología sufrió cortes significativos de la censura franquista.

## Homenajes
Los días 2, 3 y 4 de septiembre de 2021 se celebró en el Teatro Gullón de Astorga el Congreso Internacional «Los Novísimos: cincuenta años de una antología», organizado por la Asociación de Amigos Casa Panero, debido al vínculo de los nueve autores con la ciudad de Astorga y con el poeta Leopoldo María Panero. En el congreso se reunieron más de setenta especialistas, con conferenciantes plenarios como Juan José Lanz o Araceli Iravedra. Asimismo, asistieron dos de los poetas novísimos, Guillermo Carnero y Vicente Molina Foix, junto a autores como Antonio Colinas o Jaime Siles. Con motivo del homenaje, se publicó en edición no venal la Novísima antología novísima, a cargo de Sergio Fernández Martínez, que reúne una muestra del recorrido poético de los nueve autores originales a lo largo del primer medio siglo de la antología.